# Джанайхой
Джанайхой — покинутый аул в Галанчожском районе[уточнить] Чеченской Республики. Расположен на правом берегу реки Мартан, к юго-востоку от районного центра Галанчож.
Ближайшие населённые пункты: на севере — бывшее село Пешхой, на юго-востоке — бывшие сёла Хурикой, Калгой и Энисты.
В настоящее время от построек в ауле остались одни развалины.